# بيلي شاندلير
بيلي شاندلير (بالإنجليزية: Billy Chandler)‏ هو سياسي أمريكي، ولد في 17 أكتوبر 1937. حزبياً، نشط في الحزب الجمهوري والحزب الديمقراطي. وقد انتخب عضو مجلس نواب لويزيانا.